# Anders Tegnell
Nils Anders Tegnell (Upsala, 17 de abril de 1956) es un funcionario y médico sueco especializado en enfermedades infecciosas. Desde 2013 hasta su dimisión en marzo de 2022, Tegnell fue epidemiólogo del Estado sueco.
Desempeñó un papel fundamental en la respuesta sueca a la pandemia de gripe porcina de 2009 y a la pandemia de COVID-19. Durante la pandemia de 2020, fue una figura destacada en el debate en torno a la eficacia de los cierres patronales, las restricciones de viaje y el uso de mascarillas en entornos públicos en general. Se convirtió en una figura polémica en Suecia e internacionalmente debido a su oposición y a la de la Agencia de Salud Pública de Suecia a los cierres patronales, las restricciones de viaje y las mascarillas para uso general. Estas medidas se adoptaron ampliamente en la mayoría de los países para frenar la propagación del virus, así como por su papel protagonista en el controvertido planteamiento sueco.

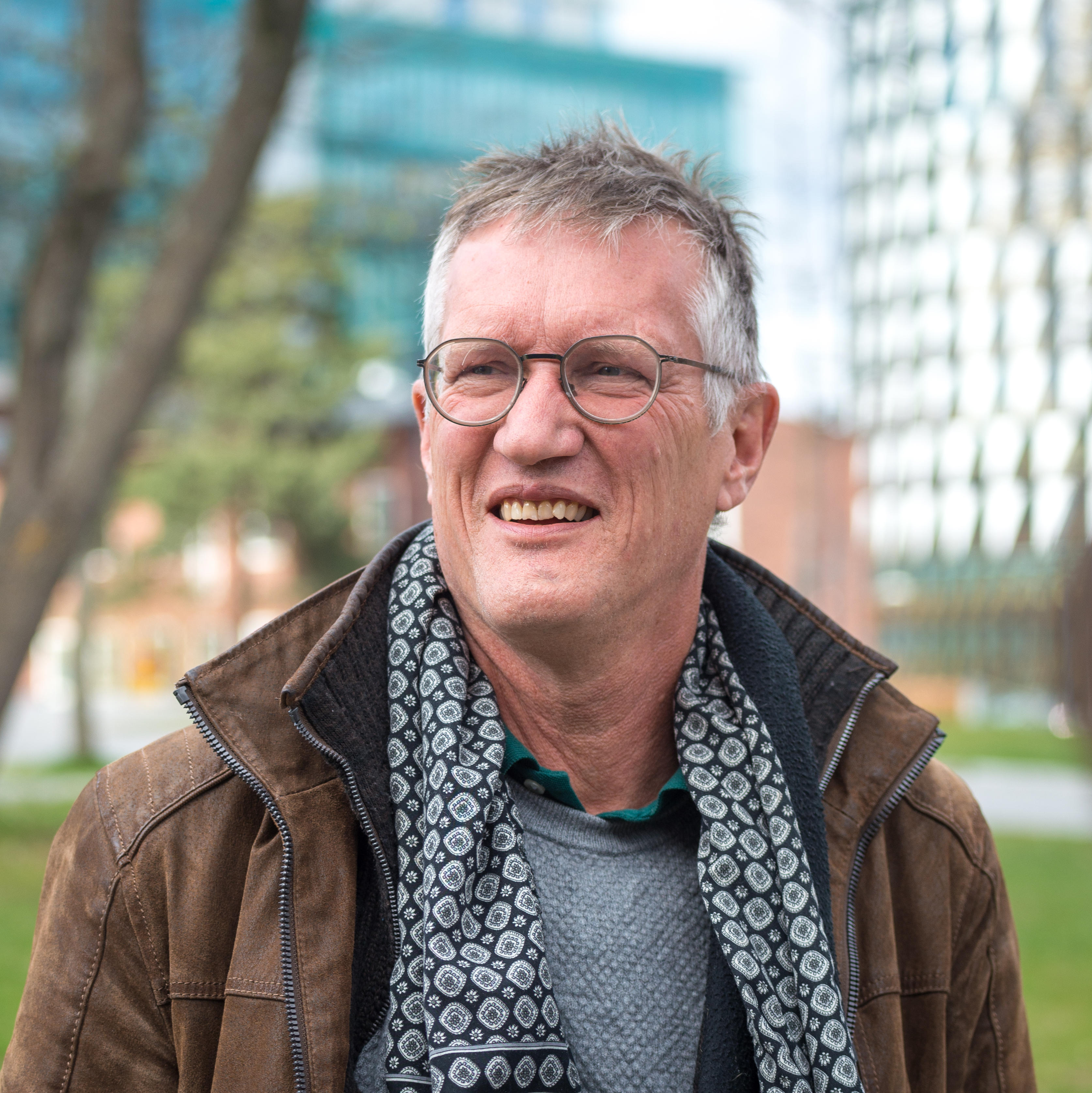
Anders Tegnell en 2020

Tegnell nació en Uppsala y creció en Linköping. Estudió Medicina en la Universidad de Lund en 1985, posteriormente hizo prácticas en el hospital comarcal de Östersund y más tarde se especializó en enfermedades infecciosas en el Hospital Universitario de Linköping. Como tal, en 1990 trató al primer paciente en Suecia con una fiebre hemorrágica viral, que se creía era un caso de la enfermedad por el virus del Ébola o de Marburgo.
Entre 1990 y 1993 trabajó para la OMS en Laos en la creación de programas de vacunación. En una entrevista con Expressen, describe su trabajo in situ para la OMS con un equipo de expertos suecos durante el brote de ébola de 1995 en Kikwit (Zaire) como una experiencia formativa. Entre 2002 y 2003 trabajó como experto nacional para la Comisión Europea en la preparación, a escala de la UE, de amenazas para la salud pública como el ántrax, la viruela y otras enfermedades infecciosas.
Tegnell obtuvo un doctorado en medicina superior basada en la investigación en la Universidad de Linköping en 2003 y un máster en epidemiología en la Escuela de Higiene y Medicina Tropical de Londres en 2004. A continuación, Tegnell trabajó en el Instituto Sueco para el Control de las Enfermedades Transmisibles (Smittskyddsinstitutet) entre 2004 y 2005 y en la Junta Nacional de Salud y Bienestar a partir de 2005.
Entre 2010 y 2012 fue jefe del Departamento de Política Basada en el Conocimiento y entre 2012 y 2013 jefe de departamento del Instituto de Control de Enfermedades Transmisibles.
Fue epidemiólogo estatal de Suecia, título otorgado por la Agencia de Salud Pública de Suecia, desde 2013 hasta 2022.

## Pandemia de gripe porcina 2009
Como jefe del departamento de Control de Enfermedades Infecciosas de la agencia, desempeñó un papel clave en el programa sueco de vacunación a gran escala como preparación para la pandemia de gripe porcina H1N1, declarada por la OMS en junio de 2009. Tegnell se vio envuelto en una polémica debido a su papel en el plan de vacunación masiva de 5 millones de suecos contra la gripe porcina, que provocó que unos 500 niños desarrollaran narcolepsia. Se informó de que Tegnell había dicho sobre Pandemrix, la vacuna de la que se sabía que causaba problemas neurológicos en el Reino Unido y que no había sido aprobada por la FDA estadounidense, que habría sido muy poco ético no vacunar a la gente porque cientos de suecos corrían el riesgo de morir.

## Covid-19
El 21 de abril de 2020, Tegnell fue entrevistado por Marta Paterlini de Nature. Durante la entrevista dijo que:
"Cerrar las fronteras, en mi opinión, es ridículo, porque COVID-19 está en todos los países europeos ahora....cerrar las escuelas no tiene sentido en este momento. Además, es fundamental para la salud psiquiátrica y física que la generación más joven se mantenga activa."
Las declaraciones de Tegnell de que la Agencia de Salud Pública no seguía una estrategia de inmunidad de rebaño han sido cuestionadas después de que los medios de comunicación descubrieran una comunicación por correo electrónico en la que parece confirmar que la inmunidad de rebaño era efectivamente la estrategia elegida.
Tegnell se mostró escéptico a la hora de recomendar mascarillas durante la pandemia, y envió varios correos electrónicos al Centro Europeo para la Prevención y Control de Enfermedades criticando la publicación en abril de consejos que recomendaban el uso generalizado de mascarillas.

En enero de 2020, afirmó en una entrevista con el periódico Dagens Nyheter:
"No hay pruebas de que el uso de mascarillas por parte de la población ayude a reducir la propagación del virus."
Suecia empezó a recomendar mascarillas en el transporte público en diciembre de 2020, cuando el sistema sanitario de Estocolmo se vio gravemente desbordado.
Durante el invierno de 2020, se produjo en Suecia una oleada de casos y muertes por COVID-19. El rey Carlos XVI Gustavo y el primer ministro Stefan Löfven admitieron que consideraban que la respuesta de Suecia había sido un fracaso debido al elevado número de muertes. Löfven afirmó que muchos expertos suecos no habían previsto ni preparado la gravedad de la oleada invernal. La confianza pública en Tegnell en Suecia cayó del 72% al 59%. El partido político Demócratas de Suecia pidió su dimisión por las muertes en residencias.
En septiembre de 2021, Tegnell declaró en una entrevista que seguía confiando en el planteamiento sueco. Los analistas consideraron que, aunque la tasa de mortalidad sueca seguía siendo inferior a la de la mayoría de los países europeos, Suecia se enfrentaba a un número de víctimas muy superior al de sus vecinos Noruega, Dinamarca y Finlandia.

## Honores, condecoraciones y distinciones
Miembro de la Real Academia Sueca de Ciencias de la Guerra (Kungliga Krigsvetenskapsakademien), 2005. Tegnell fue elegido miembro de la Real Academia Sueca de Ciencias de la Guerra en 2005. Su discurso de entrega de premios versó sobre el efecto de las pandemias en la sociedad.